# Justine Electra
Justine Electra (Melbourne, 1978) è una musicista, cantante e disc jockey australiana.

## Biografia
Nata a Melbourne nel 1978, ha frequentato il Wesley College. Si trasferisce a Berlino nel 2000, dove compone canzoni e suona dal vivo.
Ha finora pubblicato due album, Soft Rock (2007) e Great Disco (2013), quest'ultimo anticipato dall'EP Great Skate Date. È sotto contratto con la piccola etichetta Neun Volt Records.

## Discografia parziale

### Album
- 2006 - Soft Rock
- 2016 - Green Disco

## Videografia
- 2006 - Fancy Robots